# Masters de Madrid 2010
El 2010 Madrid Masters fue un torneo de tenis masculino que se jugó del 9 al 16 de mayo de 2010 sobre polvo de ladrillo. Fue la novena edición del llamado Masters de Madrid. Tuvo lugar en La Caja Mágica en Madrid, España.

## Campeones

### Individuales masculinos
Rafael Nadal vence a  Roger Federer, 6–4, 7–6(5).

### Dobles masculinos
Bob Bryan  /  Mike Bryan vencen a  Daniel Nestor /  Nenad Zimonjić, 6–3, 6–4.

### Individuales femeninos
Aravane Rezaï vence a  Venus Williams, 6–2, 7–5.

### Dobles femeninos
Serena Williams /  Venus Williams vencen a  Gisela Dulko /  Flavia Pennetta, 6–2, 7–5.